# Guerra ruso-turca (1735-1739)
La guerra ruso-turca o guerra austro-turca de 1735-1739 fue el cuarto conflicto bélico entre los imperios ruso y otomano. El casus belli fueron las incursiones de los tártaros de Crimea, que eran vasallos otomanos, en territorio ruso. El conflicto se venía gestando desde años atrás por las diferencias sobre el destino de Polonia y el deseo ruso de conseguir acceso al mar Negro, cuyas costas dominaban por completo los otomanos.
El Archiducado de Austria se alió con Rusia en 1737. Por eso el conflicto también se llama guerra austro-turca, una de las guerras habsburgo-otomanas.

## Antecedentes
Hacia 1730, tanto Rusia como Turquía habían ocupado varias áreas del Imperio persa aprovechando la caótica situación interna causada por la invasión de los afganos. Sin embargo, la situación comenzó a cambiar cuando el hábil general persa Nadir Sha derrocó al ineficaz Tahmasp II y asumió la regencia en nombre de su hijo Abbás III, lo que le convertía en líder absoluto al ser Abbás todavía un bebé.
Tras derrotar a los afganos, Nadir dirigió entonces sus tropas contra el enemigo que consideraba más poderoso, los turcos de Topal Osman Pachá, y tras algunos reveses iniciales logró derrotar a los otomanos y reconquistar Armenia y Georgia para Persia. Viendo el nuevo cambio de rumbo, Rusia decidió retirar sus tropas del país y ofrecer un tratado de alianza a Nadir Sha en 1735, con el fin de debilitar aún más a su enemigo común, Turquía.
Rusia aprovechó entonces la debacle turca para imponer su candidato al trono polaco, Augusto III, al que se oponía Estanislao I Leszczynski con el apoyo de Turquía y Francia. Paralelamente, Rusia mantuvo la alianza con Austria suscrita en 1726.

## Desarrollo
En 1735 los tártaros realizaron varias incursiones en la Ucrania controlada por los rusos, al tiempo que el Kan Qaplan I dirigía a sus tropas hacia el Cáucaso occidental, entonces tierra de nadie pero ambicionado tanto por rusos como otomanos. Deseosos de anexionar Crimea y las costas del mar de Azov, los rusos declararon la guerra a los tártaros y sus señores turcos, todavía empantanados en la guerra contra los persas.
El 20 de mayo de 1736, el ejército ruso del Dniéper (62 000 hombres) dirigido por el Mariscal de Campo alemán Burkhard Christoph von Münnich tomó al asalto las fortificaciones turcas en Perekop y el 17 de junio de ese año conquistó Bajchisaray. Sin embargo, la falta de suministros, sumada al estallido de una epidemia, forzó a Münnich a retirarse hacia Ucrania. La fortaleza de Azov cayó el 19 de junio ante el ejército del Don (28 000 hombres) del General irlandés Peter Lacy, tras sufrir un asedio por tierra y mar apoyado por la flotilla del Vicealmirante Pyotr Bredahl.
Un año después, en julio de 1737, Münnich se apoderó de Ochákiv, al tiempo que Lacy dirigía a sus tropas (ahora reforzadas hasta llegar a los 40 000 hombres) hacia el interior de Crimea. Allí derrotó varias veces al Kan Qaplan I y conquistó Karasubazar, pero una vez más los rusos debieron retirarse hacia el norte por falta de alimentos, abandonando tras de sí el territorio conquistado. Mientras tanto Austria creyó ver llegada su oportunidad y declaró la guerra a Turquía, pero su ejército fue derrotado en múltiples ocasiones por los turcos. Estos reveses propiciaron que en agosto de ese año los aliados entablaran negociaciones con los turcos en la ciudad de Nemírov, que sin embargo fracasaron. El resto de 1737 y 1738 transcurrieron entonces sin que se produjeran acciones de importancia, pero los rusos tuvieron que evacuar Ochákiv y Kinburn por una epidemia de peste, lo que prácticamente devolvió el frente a su estado inicial.
Münnich fue capaz de inclinar la balanza a favor de Rusia una vez más en 1739, al derrotar a los turcos en la Batalla de Stavuchany y ocupar las fortalezas de Jotýn e Iasi, en Moldavia. Sin embargo, Austria fue derrotada de nuevo y se vio forzada a firmar la paz con los otomanos el 21 de agosto. La salida de Austria de la guerra y la posibilidad de que Suecia entrara en la misma a favor de Turquía llevó a Rusia a solicitar la paz, que se firmó en Niš (Serbia) el 3 de octubre.

## Tratados de paz

### Belgrado
El Tratado de Belgrado sancionó la paz entre Austria y Turquía el 18 de septiembre de 1739. Austria, claramente derrotada en el conflicto, se vio obligada a devolver los territorios ganados en la Paz de Passarowitz de 1718: Norte de Serbia (incluida la capital, Belgrado) y Oltenia, que fue restaurada a Valaquia (vasallo otomano). El tratado también fijó la frontera entre ambos imperios en los ríos Sava y Danubio. Como contrapartida, los Habsburgo recibieron el papel de teóricos protectores de la comunidad cristiana en el Imperio otomano (millet), cosa que no gustó nada a su aliada Rusia, pues también ambicionaba dicho título.

### Niš
El Tratado de Niš se firmó el 3 de octubre en la ciudad de Niš, acordando la paz entre Rusia y Turquía. Turquía reconoció el derecho de Rusia a construir un puerto en Azov, pero a ésta no se le permitió construir fortificaciones ni estacionar naves de guerra en el mar Negro. Asimismo hubo de renunciar a los demás territorios conquistados y a cualquier reclamación sobre Crimea. Las ganancias finales de Rusia fueron por tanto muy limitadas.